# Arkadiusz Trochanowski
Arkadiusz Trochanowski (ur. 6 stycznia 1973 w Szprotawie) – polski duchowny greckokatolicki, doktor nauk teologicznych, biskup eparchii olsztyńsko-gdańskiej od 2021.

## Życiorys
Urodził się 6 stycznia 1973 w Szprotawie (woj. lubuskie) w łemkowskiej rodzinie przesiedleńców z „Akcji Wisła”  jako syn Jana i Olgi, pochodzących z Brunar Niżnych i Wawrzki w Zachodniej Łemkowszczyźnie. Uczęszczał do szkoły podstawowej i średniej w Szprotawie. Po zdanej maturze wstąpił do Wyższego Seminarium Duchownego w Lublinie i odbywał tam w latach 1994–2000 formację kapłańską. Na diakona wyświęcony został w Szprotawie 19 sierpnia 1998 przez Jana Martyniaka, arcybiskupa metropolitę przemysko-warszawskiego. Jako diakon posługiwał w latach 1998–1999 w parafii Zaśnięcia Najświętszej Maryi Panny w Legnicy. W 2000 roku uzyskał magisterium z teologii na Katolickim Uniwersytecie Lubelskim. Również w okresie od 1998 do 2002 kontynuował studia specjalistyczne na Papieskim Wydziale Teologicznym we Wrocławiu. W tym czasie był stypendystą w Instytucie Katechetyczno-Językowym w Gaming (Austria). W 2012 uzyskał stopień doktora teologii ekumenicznej na Wydziale Teologicznym Uniwersytetu Adama Mickiewicza w Poznaniu na podstawie rozprawy doktorskiej pt. „Odnowienie jedności Metropolii Kijowskiej ze Stolicą Apostolską w nauczaniu Jana Pawła II”.
Święcenia prezbiteratu otrzymał 29 lipca 2000 w katedrze św. Wincentego i św. Jakuba we Wrocławiu, których udzielił mu Włodzimierz Juszczak OSBM i został inkardynowany do eparchii wrocławsko-gdańskiej.
Po święceniach pełnił następujące funkcje: 2000–2001: wikariusz parafii we Wrocławiu, Środzie Śląskiej, Oławie i Oleśnicy; 2001–2016: proboszcz parafii św. Michała Archanioła w Szczecinku; 2001–2020: proboszcz parafii Podwyższenia Krzyża Pańskiego w Wałczu; 2003–2020: duszpasterz sportowców, a także redaktor czasopisma „Błahowist” (miesięcznik Kościoła greckokatolickiego w Polsce); 2010–2020: protoprezbiter (dziekan) dekanatu koszalińskiego; 2010–2020: dyrektor wydziału ds. duszpasterstwa dzieci i młodzieży.
25 listopada 2020 papież Franciszek mianował go ordynariuszem nowo erygowanej eparchii olsztyńsko-gdańskiej ustanawiając go jej pierwszym biskupem diecezjalnym. 23 stycznia 2021 otrzymał chirotonię biskupią oraz odbył ingres do katedry Pokrowa Matki Bożej w Olsztynie. Głównym konsekratorem był Światosław Szewczuk – arcybiskup większy kijowsko-halicki, zaś współkonsekratorami Eugeniusz Popowicz, arcybiskup metropolita przemysko-warszawski, i Hryhorij Komar, biskup pomocniczy eparchii samborsko-drohobyckiej. Jako zawołanie biskupie przyjął słowa „У спільноті з Богом” (We wspólnocie z Bogiem).
W ramach prac Konferencji Episkopatu Polski został przewodniczącym Zespołu ds. Kontaktów z Przedstawicielami Kościoła Greckokatolickiego na Ukrainie.